# NGC 1667
NGC 1667 je galaksija u zviježđu Eridanu.

## Vanjske poveznice
- SEDS: NGC 1667